# Ludza (stacja kolejowa)
Ludza – stacja kolejowa w miejscowości Lucyn, w gminie Lucyn, na Łotwie. Położona jest na linii Rzeżyca - Zilupe.

## Historia
Stacja powstała w czasach carskich na kolei moskiewsko-windawskiej, pomiędzy stacjami Rozienowskaja i Rzeżyca. Początkowo nosiła nazwę Люцынъ (Lucyn).